# Conférence épiscopale du Togo
La Conférence épiscopale du Togo ou la Conférence des Évêques du Togo (CET) est une conférence épiscopale de l’Église catholique qui rassemble l’ensemble des ordinaires du Togo.
Elle est membre de la Conférence épiscopale régionale de l’Afrique de l’Ouest (RECOWA-CERAO) et de fait du Symposium des conférences épiscopales d’Afrique et de Madagascar, (SECAM-SCEAM). Son président est après 2012 Benoît Comlan Messan Alowonou (pt).
La Conférence épiscopale du Togo est l'instance suprême de l'Organisation de la charité pour un développement intégral - Caritas Togo, une des grandes organisations de charité du pays.

## Membres

### Présidents
Le président de la conférence est en 2023 Benoît Comlan Messan Alowonou (pt), évêque de Kpalimé, depuis le 21 juin 2012.
Il y a précédemment eu :
- Robert-Casimir Tonyui Messan Dosseh-Anyron (fi), archevêque de Lomé, de 1970 à 1992 ;
- Philippe Fanoko Kossi Kpodzro, archevêque de Lomé, de 1992 à 2006 ;
- Ambroise Kotamba Djoliba (fi), évêque de Sokodé, de 2006 au 21 juin 2012.

### Vice-présidents
Le vice-président de la conférence est en 2023 Jacques Danka Longa (en), évêque de Kara.

### Secrétaires généraux
Le secrétaire général de la conférence est en 2023 le frère Émile Segbedji.

## Sanctuaires
La conférence n’a pas, en 2023, désigné de sanctuaire national.